# Zapalování
Zapalování je elektrický systém zažehování palivové směsi v zážehových spalovacích motorech. Skládá se ze zdroje vysokého napětí, přerušovače, rozdělovače, zapalovací svíčky a odrušení. Je znám zejména z automobilů, motocyklů a dalších aplikací.

## Fyzikální pochody
Stlačená směs ve válci zážehového motoru musí shořet krátce po průchodu pístu horním mrtvým bodem. Protože na okamžiku zažehnutí velmi záleží, zapaluje se směs u těchto motorů elektrickým výbojem, jiskrou vysokého napětí (řádově 20 kV) na kontaktech zapalovací svíčky. Impulz vysokého napětí se vyrábí přerušením elektrického proudu v zapalovací cívce či transformátoru. Tento proud vyrábí magneto nebo dynamo, poháněné z hřídele motoru, v moderních systémech tranzistorového a elektronického zapalování je zdrojem proudu baterie. Optimální okamžik pro vznik jiskry závisí na otáčkách motoru a dalších okolnostech (viz předstih).

## Magnetoelektrické zapalování

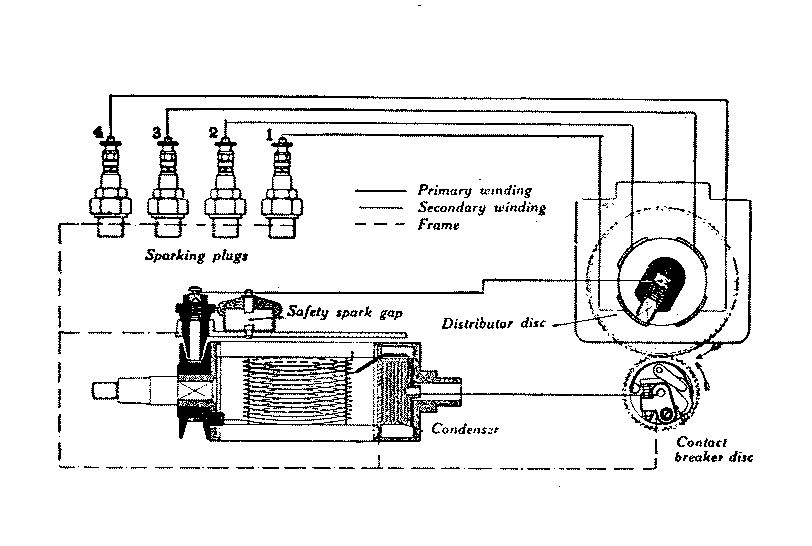
Magnetové zapalování firmy Bosch (1911)

Nejstarší a nejjednodušší systém zapalování používá jako zdroj proudu magneto, permanentní magnet, upevěný na setrvačníku motoru, a cívka umístěná v jeho poli. Proud přeruší v určitém bodě mechanický přerušovač, rozpínací kontakt s paralelně zapojeným kondenzátorem. Cívka může být nahrazena autotransformátorem, který vzniklé napětí ještě zvýší. Při startu motoru se celý systém musí nejprve roztočit (ruční klikou nebo podobně), protože teprve při určité rychlosti otáčení vzniká dostatečný proud a napětí pro jiskru.
Magnetové zapalování vznikalo postupně koncem 19. století a kolem roku 1900 je podstatně zdokonalil Robert Bosch a jeho zaměstnanci. U automobilových a později i motocyklových motorů se od 20. let 20. století začala používat baterie a magnetové zapalování se pozvolna opustilo. Používá se však stále jednak u malých motorů pro motorové pily, sekačky, mopedy i malé motocykly bez baterie, ale také pro letecké pístové motory, protože je spolehlivější.

## Bateriové zapalování

Bateriové zapalování. Dole zleva: baterie, cívka a přerušovač. Nahoře: svíčky a rozdělovač

Když se u automobilů a od 60. let i u motocyklů začaly zavádět baterie (přesněji akumulátory) jako trvalé zdroje proudu, umožnily především osvětlení stojícího vozidla a později zavedení startéru. Když byl k dispozici trvalý zdroj proudu, nabíjený dynamem, mohlo se magneto nahradit zapalovací cívkou či transformátorem. Nutnost roztáčet motor zvenčí tak odpadla a startování bylo pohodlnější i spolehlivější. Jako první zavedla bateriové zapalování do výroby firma Cadillac roku 1910.

## Elektronické zapalování
S vývojem výkonových polovodičových spínačů bylo možné nahradit mechanický přerušovač tyristorem. Tím se jednak zvýšila spolehlivost i životnost přerušování, jednak bylo možné okamžik zapálení regulovat elektronicky. Zapalování moderních automobilových i motocyklových motorů je řízeno počítačem, který dostává signály jak o poloze klikového hřídele, tak o otáčkách, okamžitém výkonu a dalších parametrech. Na jejich základě počítač časuje a dávkuje jak vstřikování paliva, tak také okamžik jeho zažehnutí čili předstih. Důležité parametry pak může indikovat řidiči na displeji. Start motoru je tak rychlý a spolehlivý, že moderní automobily mají systém Start-Stop, který vypíná a startuje motor při zastavení automaticky (např. na semaforech). Má to výhodu pouze v případě, že motor je již zahřátý. V takovém případě šetří palivou a snižuje produkci emisí skleníkových plynů. Ovšem výrazně se tím snižuje životnost akumulátorů které sice jsou přizpůsobené na neustálou změnu napětí ale i přes to odcházejí tak rychle, že co se ušetří na emisích z auta se spotřebuje na výrobu nového a recyklaci starého akumulátoru. Start-Stop systém šetří palivo v jednotkách procent, ale zvyšují emise pevných částic a černého uhlíku o desítky procent.

## Rozdělování
U víceválcových motorů je třeba postupně zapalovat směs ve všech válcích. U starších elektromechanických systémů se užíval jeden společný generátor pulzů vysokého napětí, které se pak mechanickým rozdělovačem distribuovaly do jednotlivých válců. U elektronických systémů je jednodušší rozdělovat impulzy nízkého napětí přímo k válcům, které pak ovšem musí mít vlastní vysokonapěťové cívky. Systémy dvoujiskrového zapalování mají společnou cívku pro dva válce, takže každá svíčka dostane během jednoho cyklu dva zapalovací impulzy. Jeden z nich však spadne do taktu výfuku, takže se neuplatní (tzv. wasted spark)

## Odrušení
Jiskra na kontaktech zapalovací svíčky vzniká uvnitř kovového válce, takže elektromagnetické pole, které indukuje, je poměrně účinně odstíněno. Zato jiskry vzniklé mezi kontakty přerušovače vytvářejí silné elektromagnetické rušení ve velmi širokém spektru frekvencí. Proto se zapalovací systémy pečlivě odrušují a jednou z výhod elektronického zapalování je právě to, že zde žádné jiskry vně válců nevznikají.